# Leibnizallee 2

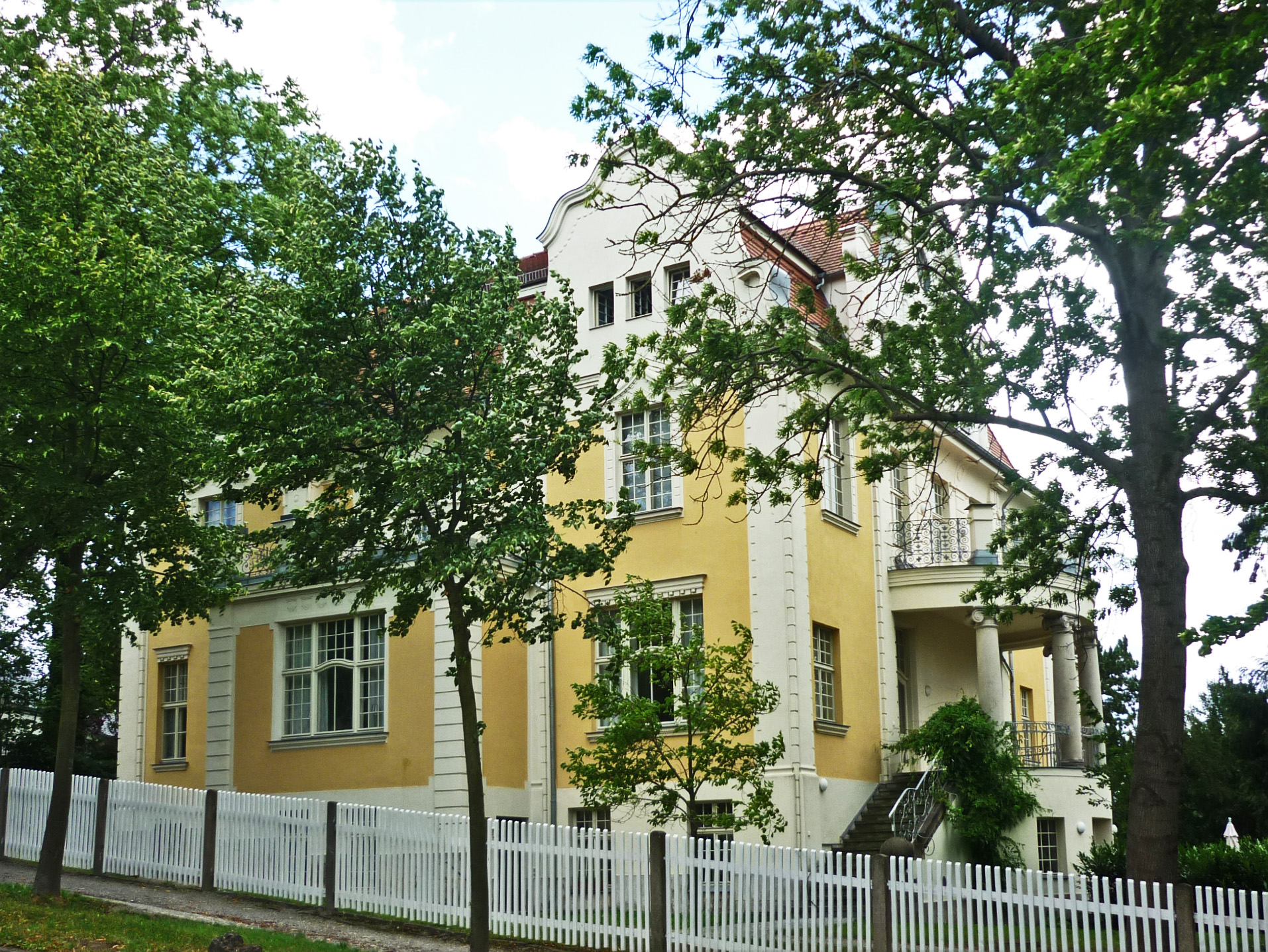
Leibnizallee 2

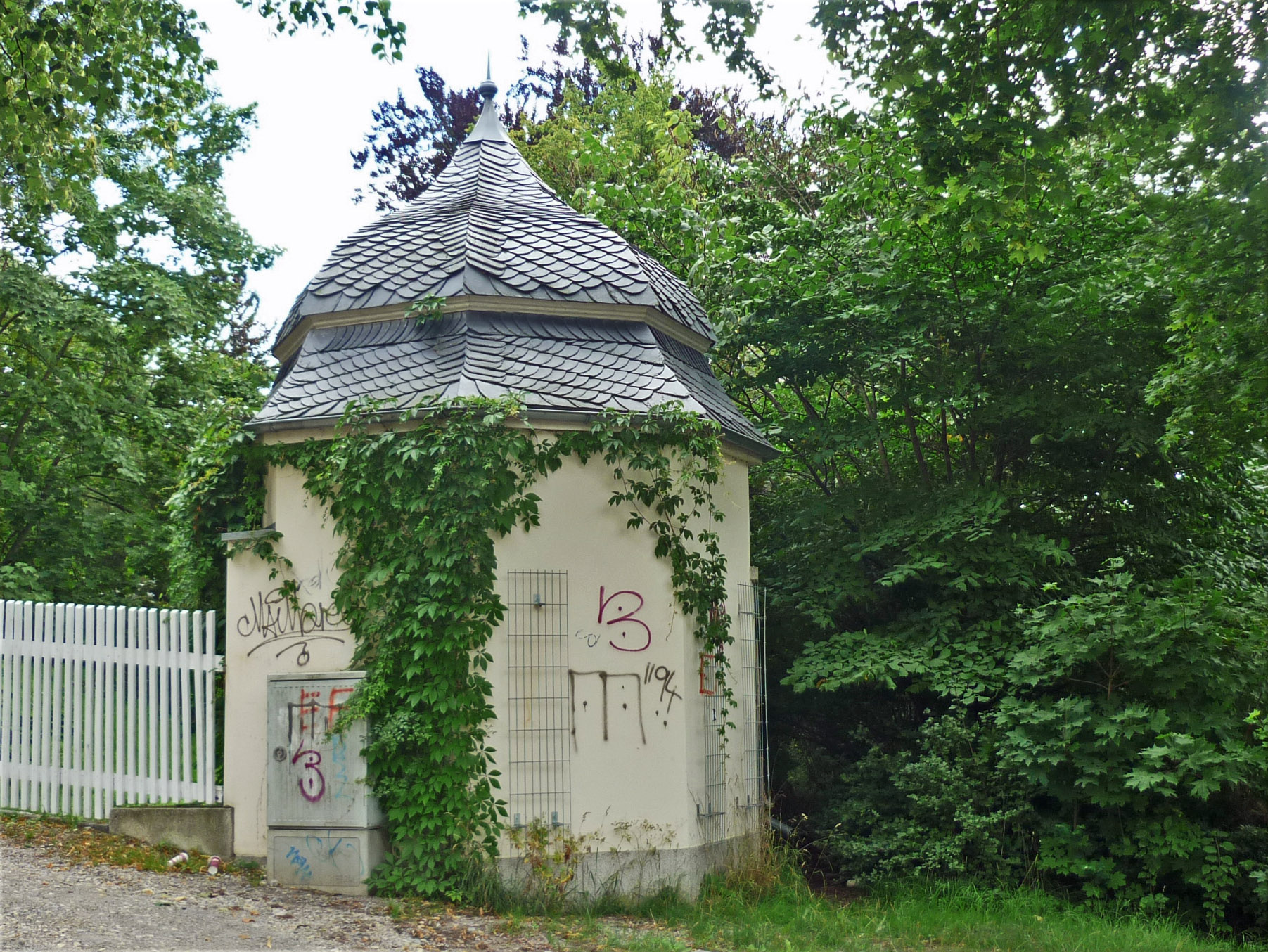
Pavillon Leibnizallee 2

Das Haus Leibnizallee 2 befindet sich in Weimar.
Diese dem Jugendstil zuzurechnende Villa wird an der Straße noch mit einem schiefergedeckten Pavillon ergänzt. Zum Garten hin findet sich eine halbrunde Terrasse mit Säulen. Die Entwürfe für die Villa und den Pavillon sind wohl Rudolf Zapfe zuzurechnen, da auch von der „Zapfeschen Schieferhaube“ mit Dachknauf für den sechseckigen Pavillon gesprochen wird. Die Villa entstand 1906/07. Nach langer Zeit des Verfalls, selbst im Kulturstadtjahr 1999 war der Zustand noch beklagenswert, wurden sowohl Villa als auch Pavillon umfassend saniert. Im Weimarer Adreßbuch ist für die Wilhelmsstraße 2 ein Regierungsrat E. v. Donop a. D. angegeben, der der Bauherr war und aus Berlin als Kammerherr nach Weimar kam.
In der Leibnizallee 2, die damals Wilhelmsallee hieß, wohnten nacheinander die Bauhaus-Meister Johannes Itten und László Moholy-Nagy, woran ebenfalls eine Gedenktafel erinnert. Diese Gedenktafel kam anlässlich des 100. Bestehens des Bauhauses an diese Stelle. Auch der Bauhaus-Meister Lyonel Feininger hatte diesbezügliche Avancen hier einzuziehen, wenn auch erfolglos.
Die Leibnizallee 2 steht auf der Liste der Kulturdenkmale in Weimar (Einzeldenkmale).